# Ян Кукал
Ян Кукал (Jan Kukal; нар. 13 вересня 1942) — колишній чехословацький тенісист.
Найвищу одиночну позицію світового рейтингу — 115 місце досяг 23 серпня 1973 року.
Здобув 1 парний титул.
Найвищим досягненням на турнірах Великого шолома був півфінал в парному розряді.

## Фінали турнірів Гран-прі/WCT за кар'єру

### Парний розряд: 4 (1–3)
| Результат | В-П | Дата     | Турнір              | Покриття | Партнер       | Суперники                   | Рахунок       |
| --------- | --- | -------- | ------------------- | -------- | ------------- | --------------------------- | ------------- |
| Поразка   | 0–1 | Сер 1972 | Монреаль, Канада    | Ґрунт    | Ян Кодеш      | Іліє Настасе Йон Ціріак     | 6–7, 3–6      |
| Поразка   | 0–2 | Кві 1971 | Катанія, Італія     | Ґрунт    | Ян Кодеш      | П'єрр Бартес Франсуа Жоффре | 4–6, 6–3, 3–6 |
| Перемога  | 1–2 | Лют 1973 | Де-Мойн, США        | Тверде   | Їржі Гржебець | Хуан Хісберт Йон Ціріак     | 4–6, 7–6, 6–1 |
| Поразка   | 1–3 | Лют 1973 | Солт-Лейк-Сіті, США | Тверде   | Їржі Гржебець | Майк Естеп Рауль Рамірес    | 4–6, 6–7      |